# Кяго Олександр Миколайович
Олекса́ндр Микола́йович Кяго — полковник Збройних сил України.

## З життєпису
Станом на лютий 2012 року підполковник Кяго — перший заступник командира 55-го окремого лінійно-вузлового полку зв'язку.
Станом на червень 2019 року полковник Кяго — командир 55-го окремого полку зв'язку.[джерело?]

## Нагороди
- Орден Данила Галицького (27 червня 2015) — «за особисту мужність і високий професіоналізм, виявлені у захисті державного суверенітету та територіальної цілісності України, вірність військовій присязі»[2]